# Santia charcoti
Santia charcoti là một loài chân đều trong họ Santiidae. Loài này được Richardson miêu tả khoa học năm 1906.